# Атлетика на Летњим олимпијским играма 1900 — 200 метара за мушкарце
Трчање на 200 метара је атлетска дисциплина која је уврштена први пут у програм Олимпијских игара 1900. у Паризу. Такмичење је одржано 22. јула 1900. након одржавања већине атлетских дисциплина које су биле на програму тих Игара. Учествовало је осам такмичара из седам земаља учесница. Полуфинале и финале су одржани истог дана.

## Земље учеснице
- Аустралија (1)
- Индија (1)
- Мађарска (1)
- Немачко царство (1}
- Норвешка (1)
- САД (2)
- Француска (1)

## Рекорди пре почетка такмичења
| Најбољи резултат на свету | 21,4(*)                        | Џим Мејбери                    | САД                            | Чикаго, САД                    | 5. јун 1897.                   |
| Олимпијски рекорд         | први пут на олимпијским играма | први пут на олимпијским играма | први пут на олимпијским играма | први пут на олимпијским играма | први пут на олимпијским играма |

(*) овај резултат је био незваничан, јер је био остварен у трци на 220 јарди, односно на 201.17 м.

## Освајачи медаља
|                  |                       |                         |
| Џон Туксбери САД | Норман Причард Индија | Стенли Роули Аустралија |

## Нови рекорди после завршетка такмичења
| Олимпијски рекорд | 22,2 с | Џон Туксбери | САД | Париз, Француска | 22. јул 1900. |

## Резултати

### Полуфинале
У полуфиналу осам такмичара су били подељени у две групе. Двојица првопласираних из обе групе пласирали су се у финале.

#### Група 1
| Место | Атлетичар                    | Резултат  |
| ----- | ---------------------------- | --------- |
| 1     | Вилијам Холанд САД           | 24,0 (ОР) |
| 2     | Норман Причард Индија        | непознато |
| 3     | Адолф Клингелхофер Француска | непознато |
| 4     | Ерне Шуберт Мађарска         | непознато |

Холанд је лако дошао до победе и поставио је олимпијски рекорд у времену 24,0 с.

#### Група 2
| Пласман | Такмичар                         | Резултат  |
| ------- | -------------------------------- | --------- |
| 1       | Стенли Роули Аустралија          | 25,0 с    |
| 2       | Џон Туксбери САД                 | непознато |
| 3       | Ингвар Брин Норвешка             | непознато |
| 4       | Алберт Веркмилер Немачко царство | непознато |

Роули је тесно победио Туксберија, свега за корак предности. Оба ова такмичара су била далеко испред Брина и Веркмилера.

### Финале
| Место | Атлетичар               | Резултат    |
| ----- | ----------------------- | ----------- |
|       | Џон Туксбери САД        | 22,2 с (ОР) |
|       | Норман Причард Индија   | 22,8 с      |
|       | Стенли Роули Аустралија | 22,9 с      |
| 4     | Вилијам Холанд САД      | 22,9 с      |

Холанд који је у полуфиналу оборио олимпијски рекорд, у финалу је трчао за читаву секунду брже али је и поред тога кроз циљ прошао последњи. Причард је повео али је Туксбери успео да га престигне у другом делу стазе и да постави нови олимпијски рекорд.